# André Boesberg
André Boesberg (* 26. Dezember 1949 in ’s-Hertogenbosch) ist ein niederländischer Schriftsteller.

## Leben und Wirken
André Boesberg begann 1997 im Alter von 46 Jahren zu schreiben. Er schrieb zuerst Kinderbücher und später auch Bücher für Erwachsene. Heute zieht er es vor, für Jugendliche zu schreiben. Er schreibt oft wahre Geschichten von jungen Menschen in seinem Umkreis. Beispiel dafür ist das Jugendbuch Den Taliban entkommen, das die wahre Geschichte eines jungen Mannes namens Sohail Wahedi erzählt. 
André Boesberg arbeitet als Niederländischlehrer an einer Schule. Er ist Mitglied im Meesterclub, dem neun niederländische Autoren und zugleich Lehrer angehören, und Vater von drei Kindern.

## Werke (Auswahl)
- 2002: De Duivelskolk (De Fontein)
- 2002: Stinkschool (De Fontein)
- 2004: De menseneter (Maretak)
- 2005: Bloeddroom (Lannoo)
- 2006: Zwarte stad (Lannoo)
- 2007: Ontsnapt aan de Taliban (Lannoo)
  - übersetzt in Deutsch: Den Taliban entkommen
  - übersetzt in Französisch: Fuir les Taliban, 2011
- 2008: Tunnelkoorts (Lannoo)
- 2009: De vluchtrivier (Lannoo)
- 2011: Jules: een verborgen jongen (Lannoo)[1]